# Eastern European Superleague 2021
La Eastern European Superleague 2021 sarà la 3ª edizione dell'omonimo torneo di football americano. Ha valore di campionato nazionale russo.
Il 18 giugno i Perm Steel Tigers si sono ritirati dal campionato per difficoltà finanziarie.

## Squadre partecipanti
| Club                          | Città           | Stadio | Sponsor ufficiale | Risultato nella stagione 2020 |
| ----------------------------- | --------------- | ------ | ----------------- | ----------------------------- |
| Moscow Patriots               | Mosca           |        |                   |                               |
| Moscow Spartans               | Mosca           |        |                   |                               |
| Perm Steel Tigers             | Perm'           |        |                   |                               |
| Sankt Petersburg Griffins     | San Pietroburgo |        |                   |                               |
| Sankt Petersburg North Legion | San Pietroburgo |        |                   |                               |
| Spartak Moskva                | Mosca           |        |                   |                               |

## Stagione regolare

### Calendario

#### 1ª giornata
| Zelenograd 8 maggio 2021, ore 17:00 | Moscow Spartans | 17 – 0 (0-0 7-0 7-0 3-0) referto | Sankt Petersburg North Legion | Stadio del Rugby |

| Perm' 9 maggio 2021, ore 12:00 | Perm Steel Tigers | 27 – 20 (20-3 0-3 7-7 0-7) referto | Spartak Moskva | Stadion Gajva |

| San Pietroburgo 9 maggio 2021, ore 13:30 | Sankt Petersburg Griffins | 20 – 6 (7-6 0-0 3-0 10-0) referto | Moscow Patriots | Stadion Ižorec |

#### 2ª giornata
| Zelenograd 22 maggio 2021, ore 17:00 | Moscow Patriots | 7 – 19 (0-3 7-9 0-0 0-7) referto | Perm Steel Tigers | Stadio del Rugby |

| Korolëv 23 maggio 2021, ore 13:00 | Spartak Moskva | 21 – 12 (7-0 0-0 7-0 7-12) referto | Sankt Petersburg North Legion | Stadion Vympel |

| Korolëv 23 maggio 2021, ore 17:00 | Moscow Spartans | 37 – 7 (0-7 7-0 7-0 23-0) referto | Sankt Petersburg Griffins | Stadion Vympel |

#### 3ª giornata
| Perm' 5 giugno 2021, ore 12:00 | Perm Steel Tigers | 6 – 44 (0-0 6-10 0-14 0-20) referto | Moscow Spartans | Stadion Gajva |

| Korolëv 6 giugno 2021, ore 13:00 | Spartak Moskva | 13 – 16 (d.t.s.) (0-0 6-7 0-6 7-0 0-3) referto | Moscow Patriots | Stadion Vympel |

| San Pietroburgo 6 giugno 2021, ore 15:00 | Sankt Petersburg North Legion | 14 – 34 (0-7 7-7 7-0 0-20) referto | Sankt Petersburg Griffins | Stadion Dinamo |

#### 4ª giornata
| Otradnoe 19 giugno 2021, ore 13:30 | Sankt Petersburg Griffins | 18 – 24 (d.t.s.) (0-6 0-6 7-0 11-6 0-6) referto | Spartak Moskva | Centro culturale Fortuna |

| San Pietroburgo 20 giugno 2021 | Sankt Petersburg North Legion | 20 – 0 (a tavolino) referto | Perm Steel Tigers | Stadion Dinamo |

| Zelenograd 20 giugno 2021, ore 17:00 | Moscow Patriots | 0 – 49 (0-13 0-14 0-15 0-7) referto | Moscow Spartans | Stadio del Rugby |

#### 5ª giornata
| Perm' 3 luglio 2021 | Perm Steel Tigers | 0 – 20 (a tavolino) referto | Sankt Petersburg Griffins | Stadion Gajva |

| Korolëv 4 luglio 2021 | Spartak Moskva | 0 – 38 (0-7 0-13 0-11 0-7) referto | Moscow Spartans | Stadion Vympel |

| Zelenograd 4 luglio 2021 | Moscow Patriots | 27 – 24 (14-0 6-6 0-6 7-12) referto | Sankt Petersburg North Legion | Stadio del Rugby |

### Classifica
La classifica della regular season è la seguente:
- PCT = percentuale di vittorie, G = partite giocate, V = partite vinte,  P = partite perse, PF = punti fatti, PS = punti subiti

| Pos. | Squadra                       | PCT   | G | V | N | P | PF  | PS  |
| ---- | ----------------------------- | ----- | - | - | - | - | --- | --- |
| 1    | Moscow Spartans               | 1.000 | 5 | 5 | 0 | 0 | 185 | 13  |
| 2    | Sankt Petersburg Griffins     | .600  | 5 | 3 | 0 | 2 | 99  | 81  |
| 3    | Moscow Patriots               | .400  | 5 | 2 | 0 | 3 | 56  | 125 |
| 4    | Spartak Moskva                | .400  | 5 | 2 | 0 | 3 | 78  | 111 |
| 5    | Sankt Petersburg North Legion | .200  | 5 | 1 | 0 | 4 | 70  | 99  |
| -    | Perm Steel Tigers             | .400  | 4 | 2 | 0 | 3 | 52  | 111 |

## Playoff
|  | Semifinali | Semifinali                | Semifinali |                 |   | III Finale      | III Finale                | III Finale      |  |
|  |            |                           |            |                 |   |                 |                           |                 |  |
|  | 1          | Moscow Spartans           | 48         |                 |   |                 |                           |                 |  |
|  | 1          | Moscow Spartans           | 48         |                 |   |                 |                           |                 |  |
|  | 4          | Spartak Moskva            | 0          |                 |   |                 |                           |                 |  |
|  | 4          | Spartak Moskva            | 0          |                 | 1 | Moscow Spartans | 13                        |                 |  |
|  |            |                           |            |                 | 1 | Moscow Spartans | 13                        |                 |  |
|  |            |                           | 3          | Moscow Patriots | 3 |                 |                           |                 |  |
|  | 2          | Sankt Petersburg Griffins | 3          | Moscow Patriots | 3 | 10              |                           |                 |  |
|  | 2          | Sankt Petersburg Griffins |            |                 |   | 10              |                           |                 |  |
|  | 3          | Moscow Patriots           | 17         |                 |   | Finale 3º posto | Finale 3º posto           | Finale 3º posto |  |
|  | 3          | Moscow Patriots           | 17         |                 |   |                 |                           |                 |  |
|  |            |                           |            |                 |   |                 |                           |                 |  |
|  |            |                           |            |                 |   | 4               | Spartak Moskva            | 13              |  |
|  |            |                           |            |                 |   | 4               | Spartak Moskva            | 13              |  |
|  |            |                           |            |                 |   | 2               | Sankt Petersburg Griffins | 12              |  |

### Semifinali
| Zelenograd 17 luglio 2021 | Moscow Spartans | 48 – 0 (14-0 14-0 6-0 7-0) referto | Spartak Moskva | Stadio del Rugby |

| San Pietroburgo 18 luglio 2021 | Sankt Petersburg Griffins | 10 – 17 (7-10 3-7 0-0 0-0) referto | Moscow Patriots | Stadion Ižorec |

### Finale 3º - 4º posto
| Korolëv 1º agosto 2021, ore 12:30 | Sankt Petersburg Griffins | 12 – 13 (0-0 12-0 0-7 0-6) referto | Spartak Moskva | Stadion Vympel |

### III Finale
| Korolëv 1º agosto 2021, ore 17:30 | Moscow Spartans | 13 – 3 (0-3 0-0 13-0 0-0) referto | Moscow Patriots | Stadion Vympel |

## Verdetti
- Moscow Spartans Campioni della Russia 2021

## Marcatori
| Giocatore    | Sq.                       | TD rush | TD recv | TD int | TD p.ret | TD k.ret | TD oth | Xp1  | Xp2 | FG  | Saf | Totale |
| ------------ | ------------------------- | ------- | ------- | ------ | -------- | -------- | ------ | ---- | --- | --- | --- | ------ |
| Zav'jalov    | Moscow Spartans           | 6+0     | 0+1     | 0+1    | 0+0      | 0+0      | 0+0    | 10+0 | 1+0 | 1+0 | 0+0 | 63     |
| Ni           | Moscow Spartans           | 5+2     | 2+1     | 0+0    | 0+0      | 0+0      | 0+0    | 0+0  | 0+0 | 0+0 | 0+0 | 60     |
| Reznik       | Moscow Spartans           | 0+0     | 1+0     | 0+0    | 0+0      | 0+0      | 0+0    | 9+7  | 1+0 | 3+0 | 0+0 | 33     |
| Poljakov     | Moscow Patriots           | 0+0     | 1+1     | 0+0    | 0+0      | 0+0      | 0+0    | 5+2  | 0+0 | 2+2 | 0+0 | 31     |
| Lebedev      | Sankt Petersburg Griffins | 0+0     | 1+0     | 0+0    | 0+0      | 0+0      | 0+0    | 8+1  | 1+0 | 3+1 | 0+0 | 29     |
| 5 giocatori  | 24                        |         |         |        |          |          |        |      |     |     |     |        |
| 3 giocatori  | 18                        |         |         |        |          |          |        |      |     |     |     |        |
| 7 giocatori  | 12                        |         |         |        |          |          |        |      |     |     |     |        |
| Polygalov    | Perm Steel Tigers         | 0       | 0       | 0      | 0        | 0        | 0      | 5    | 0   | 1   | 0   | 8      |
| 20 giocatori | 6                         |         |         |        |          |          |        |      |     |     |     |        |
| Strokov      | Moscow Patriots           | 0       | 0       | 0      | 0        | 0        | 0      | 0    | 0   | 1   | 0   | 3      |
| 2 giocatori  | 2                         |         |         |        |          |          |        |      |     |     |     |        |
| Cholin       | Spartak Moskva            | 0+0     | 0+0     | 0+0    | 0+0      | 0+0      | 0+0    | 0+1  | 0+0 | 0+0 | 0+0 | 1      |

- Miglior marcatore della stagione regolare: Zav'jalov ( Moscow Spartans), 51
- Miglior marcatore dei playoff: Ni ( Moscow Spartans), 18
- Miglior marcatore della stagione: Zav'jalov ( Moscow Spartans), 63